# Aeroporto Internazionale di Veracruz
L'aeroporto Internazionale Generale Heriberto Jara (in spagnolo Aeropuerto Internacional General Heriberto Jara) è un aeroporto che serve la città di Veracruz, capitale dell'omonimo stato messicano, nonché la sua area metropolitana.
È intitolato al generale Heriberto Jara Corona, governatore dello stato di Veracruz dal 1924 al 1927.